# بابیموست
بابیموست (به لاتین: Babimost) یک شهر و گمینا در لهستان است که در گمینا بابیموست واقع شده‌است. بابیموست ۳٫۶۲ کیلومتر مربع مساحت و ۴٬۱۵۰ نفر جمعیت دارد.

## خواهرخوانده
شهر نویروپین خواهرخواندهٔ بابیموست هست.